# NGC 455
NGC 455 là thiên hà dạng hạt đậu loại S? nằm trong chòm sao Song Ngư. Nó được phát hiện vào ngày 27 tháng 10 năm 1864 bởi Albert Marth. Nó được Dreyer mô tả là "mờ nhạt, rất nhỏ, gần như sao." 